# Mất cân bằng điện giải
Mất cân bằng điện giải là một sự bất thường trong nồng độ chất điện giải trong cơ thể. Chất điện phân đóng một vai trò quan trọng trong việc duy trì cân bằng nội môi trong cơ thể. Chúng giúp điều hòa chức năng tim và thần kinh, cân bằng chất lỏng, phân phối oxy, cân bằng axit-base và nhiều hơn nữa. Mất cân bằng điện giải có thể phát triển bởi các cơ chế sau đây: ăn quá nhiều; giảm lượng điện giải; giảm uống hoặc loại bỏ quá nhiều chất điện phân.
Các rối loạn điện giải nghiêm trọng nhất liên quan đến những bất thường ở nồng độ của natri, kali hoặc calci. Mất cân bằng điện giải khác ít phổ biến hơn, và thường xảy ra cùng với sự thay đổi điện giải lớn. Lạm dụng thuốc nhuận tràng mãn tính hoặc tiêu chảy nặng hoặc nôn mửa (viêm dạ dày ruột) có thể dẫn đến rối loạn điện giải cùng với mất nước. Những người bị bulimia hoặc chán ăn có nguy cơ cao đối với sự mất cân bằng điện giải.

## Tổng quan chức năng
Các chất điện giải rất quan trọng, bởi vì chúng là những chất mà tế bào (đặc biệt là các tế bào thần kinh, tim và cơ) sử dụng để duy trì điện áp trên màng tế bào của chúng và mang xung điện (xung thần kinh, co thắt cơ) trên chính chúng và đến các tế bào khác. Thận làm việc để giữ nồng độ điện giải trong máu không thay đổi bất chấp những thay đổi trong cơ thể. Ví dụ, trong khi tập thể dục nặng, chất điện giải bị thải ra ngoài qua mồ hôi, đặc biệt là ở dạng natri và kali. Những chất điện giải này phải được thay thế để giữ nồng độ chất điện giải của chất dịch cơ thể không đổi.